# Terowie
Terowie is een plaats in de Australische deelstaat Zuid-Australië en telt 145 inwoners (2006).